# Шанель Камрин
Шанель Камрин (англ. Chanel Camryn) — американская порноактриса и эротическая фотомодель.

## Биография
Родилась во Флориде, США. В 14 лет вместе с родителями переехала в Аляску.
Карьеру фотомодели начала в 2022 году с аккаунта на OnlyFans. В апреле 2022 года заключила контракт с Bubblegum Mike.
Снималась для таких студий, как Vixen, Adult Time, Brazzers, Team Skeet, Naughty America и Cherry Pimps.
В 2024 году получила две премии как «Лучшая новая старлетка» XRCO Award и AVN Awards.
Снялась в более чем 188 сценах.